# Карло Скацел
Карло Скацел (Преров, 4. октобар 1847- Пирот, 24. јул 1930) био је један од најзнаменитијих Пироћанаца који је родом из Чешке. Рођен је у месту Преров у Чешкој 4. октобра 1847. године.
Завршио је гимназију у свом родном месту а касније студирао фармацију на Универзитету у Бечу и стекао звање магистра фармације. Боравио је неко време у Београду због посла који је добио у апотеци Протић. Оженио се Олгом Бјелохвалек која је рођена у Цириху 1884. године и која је већи део свог живота провела у Београду.

## Карло Скацел у Пироту
Долазак Карла Скацела у Пирот се везује за период између 1901. и 1903. године. Највероватније је у питању година 1902, јер се у извештајима санитетског особља помиње име Карла Скацела већ јануара 1903. године.
Локал, у коме је водио своју апотеку, је изнајмљивао од извесног газда Голуба. Карло је педантно водио своје књиге давања и дуговања и у њима се види да је редовно плаћао овај најам за локал.
Дана 28. маја 1903. године Карло са својом супругом Олгом добија сина - Мирослава. Из његове књиге сазнаје се да ово није прво дете брачног пара. Прво дете, које је названо Мара, је рођено у Београду међутим не зна се судбина овог детета.
Следеће године се Карлова супруга Олга порађа по трећи пут али трагично 8. августа 1904. године. Трудноћа је била близаначка а порођај тежак. Обе девојчице нису преживеле порођај као и Олга која је преминула 9. августа 1904. године. Четири године касније, 1908, Карло је изгубио и свог сина Мирослава.

## После породичних трагедија
Карло Скацел се оженио по други пут 1911. године Пироћанком Олгом Јовановић која је по занимању била учитељица. Олга је била активна у оквиру Подружнице женског друштва у Пироту где је била председница. За свој рад она је одликована Орденом Светог Саве V реда 1928. године. Овај брачни пар није имао деце.

## Апотекарски посао
Карло Скацел је решио после ових година да прошири свој посао те је купио плац у садашњој улици Кнеза Милоша у близини Великог (Големог) моста на Нишави. Кућа је имала и приземље где је Карло и отворио своју апотеку. Градња је завршена 1913. године. Апотеку је назвао Свети Никола. 
"Скацелова апотека се налазила у близини Големог моста са дрвеним и белим клупама на којима би људи током летњих дана чекали да лекови буду справљени. Пацијент је увек са страхопоштовањем улазио у апотеку, увек изнова збуњен мермерним стубовима, високим гипсаним шарама, украшеном таваницом и великом црном мермерном плочом на коју би посетилац стављао рецепт пре него што га преузме апотекар који би потом уз степенице одлазио да припреми лек... "

## Током ратова
Током Балканских ратова, Скацел је мобилисан као санитетски официр али се вратио кући жив и здрав. Успешно је набављао лекове и хемикалије за своју апотеку из иностранства али све то прекида нов рат који ће га одвести у Ваљево.
Током Првог светског рата, Скацелова апотека није прекинула рад јер је он свој локал поверио Власти Феликсу. Власта га је извештавао о раду апотеке свакодневно. Преписка између Власте и Карла говори да је тада било немогуће набављати лекове и хемикалије из иностранства јер су уплате ишле преко Солунске банке, што је као могућност било потпуно прекинуто после окупације .
Скацел је био распоређен да ради у болници у Ваљеву али касније је послат на Солунски фронт. Преживео је повлачење према Албанији. Убрзо се вратио у Пирот као носилац Албанске споменице и као апотекарски капетан прве класе.

## Након ратова
У годинама након ратова, Скацел се предао добротворном раду те је помагао Црвени крст и био је оснивач многих културно-уметничких друштава. Такође је помагао и био покровитељ подизања зграде Општине и Учитељске школе у Пироту. Сиромашним грађанима није наплаћивао лекове а породици своје супруге је новчано помагао.
Олгином брату је помагао да се школује те му је плаћао студије фармације у Бечу.
Пиротски добротвор Карло Скацел је преминуо у Пироту 24. јула 1930. године и сахрањен је на градском гробљу. После његове смрти, апотеку је водио брат његове супруге Олге Александар Јовановић. После смрти Александра, његова жена Лепосава води апотеку јако успешно. Након ње, апотека ће пасти у руке њеног сина Јована који је добио спрат куће док је приземље припало његовој сестри.

## Кућа Карла Скацела
Кућа је после Другог светског рата дошла у руке руских официра који су се ту доселили а пар година касније одлучено да поред породице Јовановић има места за још пар породица. Држава је одузела локале у приземљу укључујући и локал где је била апотека, помоћне објекте као и таван. Кућа је данас под заштитом Завода за заштиту споменика културе.